# Euxoa marocana
Euxoa marocana är en fjärilsart som beskrevs av Charles Boursin och Charles E. Rungs. Euxoa marocana ingår i släktet Euxoa och familjen nattflyn. Inga underarter finns listade i Catalogue of Life.